# Rębacz szary
Rębacz szary (Rhagium mordax) – chrząszcz z rodziny kózkowatych.
OpisU samców ostatnie 2–4 człony czułków zachodzą poza tylną krawędź przedplecza, u samic tylko ostatnie.
Wielkość13–22 mm
WystępowanieGatunek eurosyberyjski, w Polsce w całym kraju. Pospolity w lasach liściastych i mieszanych. Polifag. Preferuje drzewostany różnowiekowe, stanowiska wilgotne, ocienione. Spotykany na kwiatach.
RozmnażanieChrząszcz opada obumierające lub martwe drzewa, niekiedy również żywe z uszkodzeniami. Samica składa jaja w szczeliny kory. Wylęgnięte larwy drążą chodniki między korą a drewnem – głównie w odziomkowej części pni lub blisko ziemi. Odżywiają się wewnętrzna warstwą kory, kambium i łykiem. Przepoczwarczają się od lipca do września w szerokiej, owalnej kolebce, między korą a drewnem. Krawędź kolebki otacza pierścień biało-brunatnych trocinek. imagines wylęgnięte w VIII-X, zimują w kolebce poczwarkowej. Zimować mogą także larwy.